# Escut xilè
|  | Aquest article tracta de l'antiga moneda xilena. Pel que fa a l'escut heràldic xilè, vegeu Escut de Xile. |

L'escut xilè (en espanyol escudo chileno) va ser la moneda de curs legal de Xile entre el 1960, en què va substituir el peso xilè, i el 1975, en què es va decidir tornar a un nou peso. El seu símbol era E°. Va formar part de les mesures de sanejament de l'economia i de control inflacionari empreses pel govern de Jorge Alessandri.
Segons la Llei núm. 13.305 de 1959, l'escut va entrar en circulació el primer de gener de 1960 en substitució de l'antic peso, a raó de 1.000 pesos per escut. La moneda se subdividia en centésimos i mitjos centèsims; no obstant això, el 1973, pel Decret Llei núm. 231, s'eliminen les fraccions de l'escut.
Pel Decret Llei núm. 1.123 del 4 d'agost de 1975 es torna al peso. L'equivalència va ser de 1.000 escuts per peso.